# 津競艇レースアワー
津競艇レースアワー（つきょうていれーすあわー）とは、三重テレビ放送ローカルの公営競技情報番組。
初回放送は、土曜日22:00～22:30。再放送は、翌日曜日の8:00～8:30。

## 概要・番組内容
- 津競艇場で開催されている・開催間近のレース展望及び解説・出場選手へのインタビューの模様を放送しているほか、津競艇場からのお知らせも放送する（レースダイジェストで使用される映像は、津競艇のホームページで配信される映像と同じものを使用）。
- 津競艇場でレースが開催されていない場合は、別の番組（放送番組センターから配給された番組のパターンが多い）を放送する。

## 出演者

### 進行
現在
- 福井里香

過去
- 濱口公未（出演していた頃は福井と隔週交代だった）

### 解説
- 中日スポーツ、競艇ニュースの記者など